# Elecciones estatales de Querétaro de 1994
Las elecciones estatales de Querétaro de 1994 se llevaron a cabo el domingo 3 de julio de 1994, simultáneamente con las Elecciones presidenciales y mundiales, en ellas fueron los siguientes cargos de elección popular en el Estado de Querétaro:
- 18 Ayuntamientos Compuestos por un Presidente Municipal y regidores, electo para un período de tres años no reelegibles de manera consecutiva.
- 8 diputados al Congreso: electos por mayoría de cada uno de los distritos electorales.

## Resultados electorales

### Municipios

#### Municipio de Querétaro
- Jesús Rodríguez Hernández  Hecho

#### Municipio de San Juan del Río
- Francisco Eric Layseca Coéllar  Hecho

#### Municipio de Amealco de Bonfil
- Manuel González Sánchez  Hecho

#### Municipio de Tequisquiapan
- Rodolfo González Olloqui  Hecho

#### Municipio de Jalpan
- Raúl Pérez Cabrera  Hecho

#### Municipio de Pedro Escobedo
- Anastasio Alejandro Piña Silva  Hecho

#### Municipio de Peñamiller
- Odilón Hernández Guerrero  Hecho